# Pelourinho de Penalva de Alva

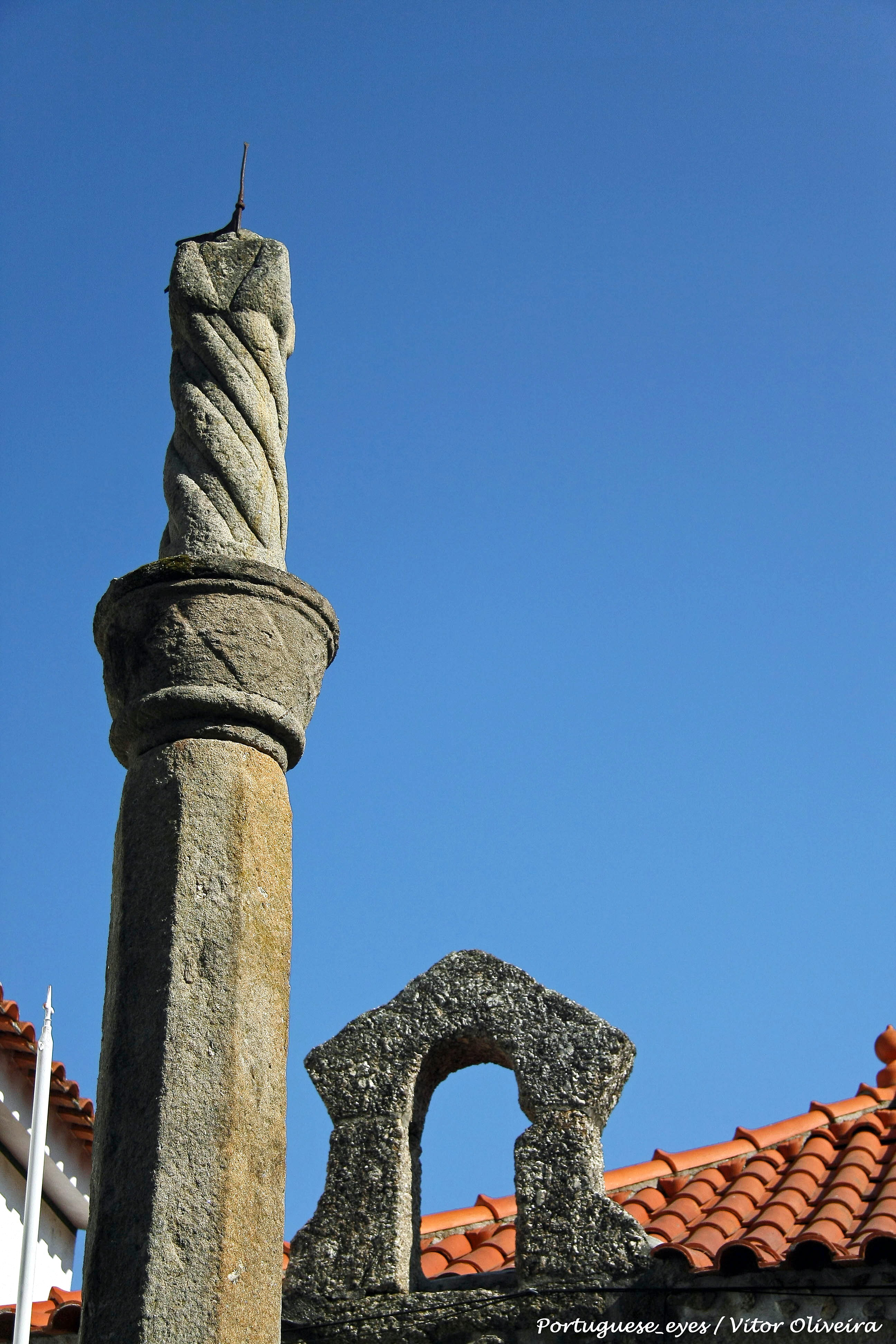
Pelourinho de Penalva de Alva

O Pelourinho de Penalva de Alva é um pelourinho situado em Penalva de Alva, na atual freguesia de Penalva de Alva e São Sebastião da Feira, no município de Oliveira do Hospital, distrito de Coimbra, em Portugal.
Está classificado como Imóvel de Interesse Público desde 1933.
Do século XVI, este pelourinho é constituído por uma coluna de fuste ortogonal que se eleva de uma base de quatro degraus quadrangulares. Sobre o rude capitel ergue-se um pináculo espiralado, rematado por bandeira férrea.